# Bandes allemandes
Les bandes allemandes sont des unités militaires d'Ancien Régime, au service de la France.

## Historique
Au service de la France du XVe siècle au XVIIe siècle, les Bandes allemandes font partie, en France, des premières unités de fantassins permanentes et soldées, formées sur le modèle des bandes suisses et françaises.
En 1486, Charles VIII soudoie le premier des lansquenets.
En 1495, une nouvelle levée de lansquenets est faite.
En 1510, un corps de lansquenets est appelé à l'armée d'Italie, pour remplacer les Suisses devenus ennemis. Ce corps a la garde de l'artillerie et pour colonel Claude de Lorraine, duc de Guise.
En 1512, les célèbres bandes noires allemandes de Jean de Tavannes arrivent à l'armée d'Italie. La même année, Jacob Demps commande des lansquenets à la bataille de Ravenne.
6 000 lansquenets, sous les ordres du comte de Suffolk, sont appelés à l'armée de Picardie puis elles passe en Navarre et participe au siège de Pampelune.
Malgré la défense de l'empereur, 8 000 lansquenets sont levés dans les pays du bas Rhin, par Robert de la Mark, prince de Bouillon, entrent en Piémont en avril 1513 et participent à la bataille de Novarre.
EN 1515, 8 000 lansquenets, commandés par les capitaines Wolf et Brandhec, combattent à Marignan.
Cette même année 10 000  lansquenets, levés par les ducs de Gueldres et de Bouillon levés en Westphalie et dans les pays du bas Rhin, servent la France en 1515.
En 1524, 8 000 hommes, envoyés par les ducs de Clèves et de Juliers, sont taillés en pièces jusqu'au dernier à la bataille de Pavie.
En 1527, 6 000 lansquenets, commandés par le comte de Vaudémont, sont levés pour l'armée d'Italie.
Les lansquenets appelés après 1527 au service de France, sont organisés en régiments allemands.
Le 15 mars 1632, la charge de colonel général de l'infanterie allemande est réunie, à celle de colonel général de l'infanterie française.

## Commandants
- 22 mai 1542 : Jean, baron de Heidesch
- 29 avril 1547 : François de Clèves, duc de Nevers
- 20 octobre 1602 : Maurice, landgrave de Hesse-Cassel

## Sources
- Louis Susane (général) : Histoire de l'ancienne infanterie française, éd J.Corréard, volume 8, Paris, 1853 (pages 7 et 8) (en ligne).